# Bagnoli di Sopra spumante
Il Bagnoli di Sopra spumante è un vino DOC la cui produzione è consentita nella provincia di Padova.

## Caratteristiche organolettiche
- colore: paglierino più o meno intenso
- odore: vinoso con gradevole profumo caratteristico
- sapore: asciutto o amabile, fine, sapido, vellutato

## Produzione
Provincia, stagione, volume in ettolitri
- Padova  (1995/1996)  77,0
- Padova  (1996/1997)  133,0